# Barbara Ehrenreich
Barbara Ehrenreich, nata Barbara Alexander (Butte, 26 agosto 1941 – Alexandria, 1º settembre 2022), è stata una giornalista, scrittrice e attivista statunitense, femminista e socialista militante.

## Biografia
Dopo una laurea in chimica al Reed College nel 1963 e una sull'immunologia cellulare all'università Rockefeller, Barbara Ehrenreich ha lavorato molto a lungo su salute e donne, qualificando l'industria farmaceutica con il nome di «complesso medico-industriale». Figlia di un minatore e di una impiegata presso i democratici liberali, è stata una figura di spicco tra i Socialisti Democratici d'America negli anni '80 e '90; di cui in seguito diverrà co-segretaria onoraria.
È stata membro e, a volte, responsabile di varie associazioni: tra queste la National Women's Health Network, la NARAL Pro-Choice America, la National Writers Union (sindacato  di scrittori indipendenti), la Fairness and Accuracy in Reporting (FAIR), il National Organization for the Reform of Marijuana Laws (che lavora per la legalizzazione della marijuana), il think-tank Campaign for America's Future e il Center for Popular Economics, dove fa parte del consiglio assieme allo storico Howard Zinn. In materia elettorale ha sostenuto Ralph Nader nel 2000, John Kerry nel 2004 e Barack Obama nel 2008.
Agli inizi degli anni settanta incontra Deirdre English al College di Old Westbury (New York) dove entrambe insegnano. Sono membri attivi del Women's Health Movement (che allora era una realtà emergente) e scrivono insieme tre pamphlet sulla caccia alle streghe, che hanno notevole influenza sulla cultura femminista. Altri lavori, come Nickel and Dimed: On (Not) Getting By In America (tradotto in italiano come Una paga da fame: come (non) si arriva a fine mese nel paese più ricco del mondo), sono emblematici della critica al sistema sociale statunitense che crea molti dislivelli e una diffusa povertà.
Si è sposata due volte. Il primo marito, John Ehrenreich, è uno psicologo clinico e attivista contro le guerre e i danni all'ambiente (causati dall'uomo). John e Barbara hanno scritto insieme numerosi saggi. Dal matrimonio sono nati i figli Rosa Brooks e Ben Ehrenreich. Ben è un giornalista e scrittore indipendente, come la madre. La figlia Rosa Brooks è avvocato e professore di diritto e ha fatto parte dello staff del Ministero della Difesa, come sottosegretario di Michèle Flournoy. Nel 1977 divorzia da John Ehrenreich; nel 1983 si sposa con il sindacalista Gary Stevenson, dal quale divorzierà nel 1993
Ha vissuto ad Alexandria, in Virginia, dove è morta in una casa di riposo il 1 settembre 2022, a causa di un ictus. Il suo necrologio del New York Times l'ha definita una "esploratrice del lato oscuro della prosperità" per il suo commento sulla disuguaglianza negli Stati Uniti.

## Opere letterarie

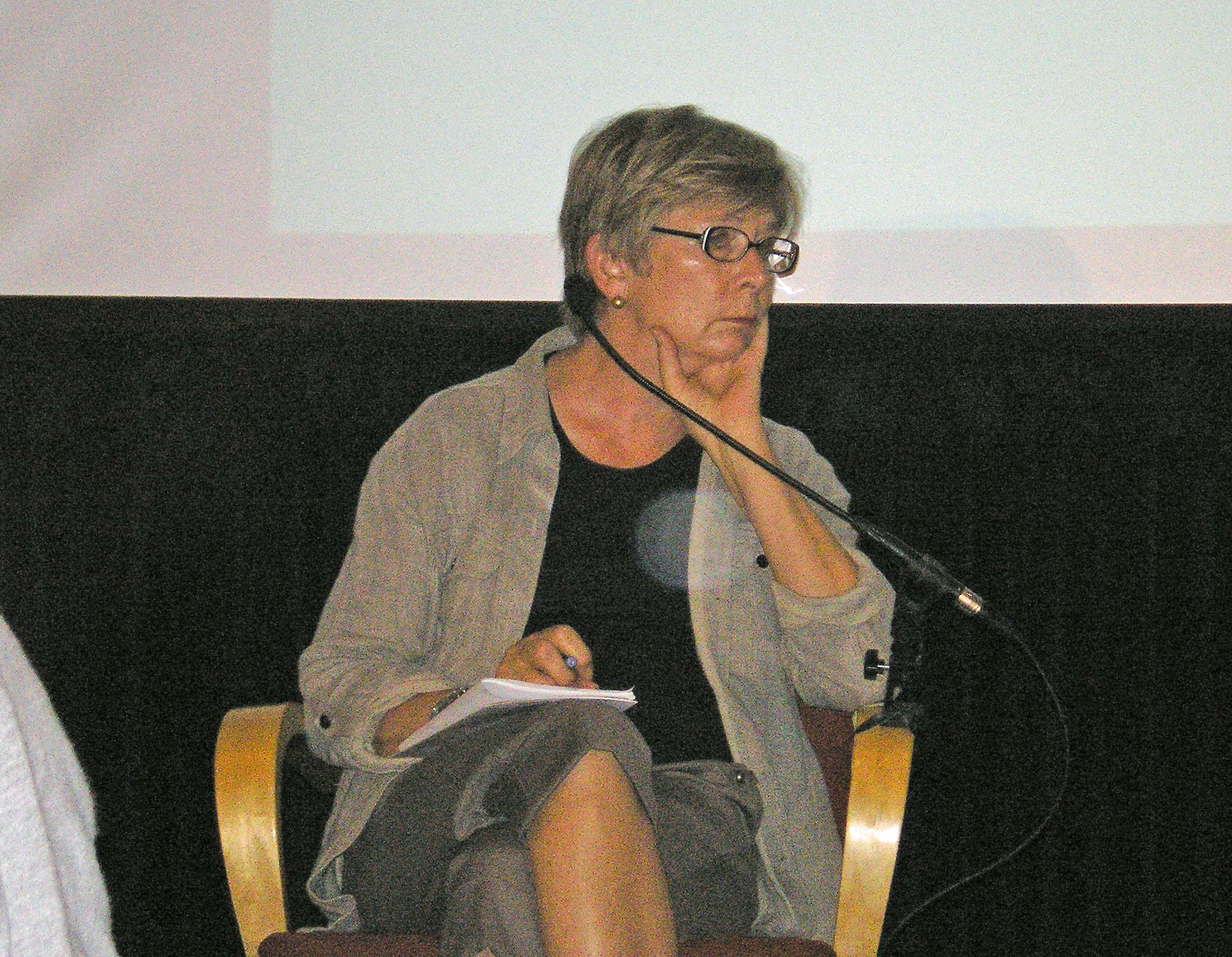
Barbara Ehrenreich a una discussione del New York Times.

### Saggistica
- Barbara Ehrenreich e John Ehrenreich, Long March, Short Spring: The Student Uprising at Home and Abroad, 1969, ISBN 978-0-8534-5086-3.
- Barbara Ehrenreich, The American Health Empire: Power, Profits, and Politics, 1971, ISBN 978-0-3947-1453-0.
- Barbara Ehrenreich e Deirdre English, Witches, Midwives, and Nurses: A History of Women Healers, 1972, ISBN 0912670134.
  - Le streghe siamo noi: il ruolo della medicina nella repressione della donna, Celuc libri, Milano 1975
- Barbara Ehrenreich e Deirdre English, Complaints and Disorders: The Sexual Politics of Sickness, 1973, ISBN 978-1-5586-1695-0.
- Barbara Ehrenreich e Deirdre English, For Her Own Good: Two Centuries of the Experts' Advice to Women, 1978, ISBN 978-0-3851-2650-2.
- Annette Fuentes, Carlos Fuentes e Barbara Ehrenreich, Women in the Global Factory, 1983, ISBN 978-0-8960-8198-7.
- Barbara Ehrenreich, The Hearts of Men: American Dreams and the Flight from Commitment, 1983, ISBN 978-0-3851-7614-9.
- Barbara Ehrenreich, autore2=Elizabeth Hess e Gloria Jacobs, Re-Making Love: The Feminization of Sex, 1986, ISBN 978-0-3851-8498-4.
- Fred L.Block, Richard A. Cloward e Frances Fox Piven, The Mean Season: Attack on the Welfare State, 1987, ISBN 978-0-3947-4450-6.
- Barbara Ehrenreich, Fear of Falling: The Inner Life of the Middle Class, 1989, ISBN 978-0-3945-5692-5.
- Barbara Ehrenreich, The Worst annos of Our Lives: Irreverent Notes from a Decade of Greed, 1990, ISBN 978-0-0609-7384-1.
- Barbara Ehrenreich, The Snarling Citizen: Essays, 1995, ISBN 978-0-3742-6648-6.
- Barbara Ehrenreich, Blood Rites: Origins and History of the Passions of War, 1997, ISBN 978-0-7567-5438-9.
  - Riti di sangue: all'origine della passione della guerra, traduzione di Adriana Bottini, Feltrinelli, Milano 1998
- Barbara Ehrenreich, Nickel and Dimed: On (Not) Getting By In America, 2001, ISBN 978-0-8050-6388-2.
  - Una paga da fame: come (non) si arriva a fine mese nel paese più ricco del mondo, traduzione di Adriana Bottini, Feltrinelli, Milano 2002
- Global Woman: Nannies, Maids, and Sex Workers in the New Economy, 2003, ISBN 978-0-8050-6995-2. (ed., con Arlie Hochschild)
  - Donne globali: tate, colf e badanti, traduzione di Valeria Bellazzi e Antonio Bellomi, Feltrinelli, Milano 2004
- Barbara Ehrenreich, Bait and Switch: The (Futile) Pursuit of the American Dream, 2005, ISBN 978-0-8050-7606-6.
- Barbara Ehrenreich, Dancing in the Streets: A History of Collective Joy, 2007, ISBN 978-0-8050-5723-2.
- Barbara Ehrenreich, This Land is Their Land: Reports from a Divided Nation, New York, Metropolitan Books, 2008, ISBN 978-0-8050-8840-3.
- Barbara Ehrenreich, Bright-Sided: How the Relentless Promotion of Positive Thinking has Undermined America, New York, Metropolitan Books, 2009, ISBN 978-0-8050-8749-9. (titolo UK: Smile Or Die: How Positive Thinking Fooled America and the World)
- Barbara Ehrenreich, Living whit a Wild God: A Nonbeliever's Search for the Truth about Everything, New York, Twelve, 2014, ISBN 978-1-4555-0176-2.
- Barbara Ehrenreich, Natural Causes: An Epidemic of Wellness, the Certainty of Dying, and Killing Ourselves to Live Longer, New York, Twelve, 2018, ISBN 978-1-4789-6126-0.
  - Cause naturali: la vita, la salute e l'illusione del controllo, traduzione di Bruno Amato Luiss university press, Roma 2021
- Barbara Ehrenreich, Had I Known: Collected Essays, 2020, ISBN 978-1-4555-4369-4.

### Narrativa
- Kipper's Game, 1993, ISBN 9780374181550.

## Riconoscimenti
- American Humanist Association
  - 1998 - Humanist of the Year[8].
- National Magazine Award
  - 1980 - National Magazine Award per la rivista Mother Jones Magazine (condviso con altri)[9] per The Corporate Crime of the Century,[10]
  - 2002 - National Magazine Award per il saggio Welcome to Cancerland: A mammogram lead to a cult of pink kitsch[11]
- Premio Erasmo
  - 2018 - Premio Erasmo per il suo lavoro nel giornalismo investigativo[12]
- Puffin/Nation Prize for Creative Citizenship
  - 2004 - Puffin/Nation Prize for Creative Citizenship[13][14]
- Sidney Hillman Award
  - 2000 - Premio per il giornalismo per l'articolo Nickel and Dimed pubblicato da Harper's Bazaar[15]